# Polina Gorsjkova
Polina Petrovna Gorsjkova (russisk: Полина Петровна Горшкова , født 22. juli 1989) er en kvindelig russisk håndboldspiller som spiller for CSKA Moskva i den Russiske Superliga og Ruslands kvindehåndboldlandshold. Hun har tidligere spillet for Lada Togliatti, fra 2006 til 2019.
Hun var med til at vinde OL-sølv i håndbold for Rusland, ved Sommer-OL 2020 i Tokyo, efter finalenederlag over Frankrig, med cifrene 25–30.